# Piridoksin
Piridoksin je 4-metanolna forma vitamina B6 i konvertuje se u piridoksal 5-fosfat u telu. Piridoksal 5-fosfat je koenzim za suntezu aminokiselina, neurotransmitera (serotonin, norepinefrin), sfingolipida, aminolevulinske kiseline.

## Spoljašnje veze
|  | Molimo Vas, obratite pažnju na važno upozorenje u vezi sa temama iz oblasti medicine (zdravlja). |